# Mohammed Aga Chahtahtinsky
Pour les articles homonymes, voir Chahtahtinsky.
Mohammed Aga Chahtahtinsky (Мухаммед Ага Шахтахтински, Məhəmməd ağa Şahtaxtinski), né en 1846 à Erevan (alors dans l'Empire russe) et mort le 12 décembre 1931 à Bakou (URSS), est un linguiste, orientaliste et homme politique azéri.

## Biographie
Après avoir grandi au Nakhitchevan et fait des études classiques à Saint-Pétersbourg, il étudie à Leipzig la philosophie, le droit et l'histoire et à Paris à l'École des langues orientales, d'où il doit revenir en 1875 à cause du décès de son père. Il fonde à Tiflis le Chark-i-Rous (l’Orient russe), organe rédigé en langue azérie.
En 1898, il retourne à Paris pour se perfectionner en arabe, persan et turc au Collège de France et à l’École pratique des hautes études. Son vif intérêt pour ces langues lui permet d'être admis à la prestigieuse Société asiatique.
Député d'Erivan à la seconde Douma, il travaille après la dissolution de celle-ci pour le journal La Russie (Россия) à Saint-Pétersbourg. De 1908 à 1918 il quitte la politique et vit au Moyen-Orient (actuelle Turquie, Irak, Perse). Après son retour en Azerbaïdjan en 1919, il se consacre à l'érudition et devient en 1920 professeur de langue et littérature persanes à l'Université de Bakou nouvellement fondée. Il demeure jusqu'à la fin de sa vie à Bakou en URSS.
On lui doit un projet de réforme de l'écriture arabe adaptée à la langue turque qu'il conçoit comme une transition vers l'alphabet latin.